# B-Tight
B-Tight, parfois typographié B!Tight, de son vrai nom Robert Edward Davis, né le 28 décembre 1979 à Palm Springs, en Californie, aux États-Unis, est un rappeur allemand. Il est un ancien membre du label hip-hop Aggro Berlin qui a été fermé en avril 2009. Depuis, il fait partie de son propre label, qu'il a ouvert avec Sido en 1998, Sektenmuzik.

## Biographie
Il est né à Palm Springs, en Californie, d'une mère allemande et d'un père afro-américain, puis a grandi à Berlin, en Allemagne. B-Tight visait à l'origine une carrière sportive dans le basket-ball, mais met un terme à son objectif après une blessure au pied.
Sa première publication s'intitule Wissen - Flow - Talent, une cassette audio qu'il publiera avec son ancien partenaire Sido, sous le nom de projet Royal TS au label underground Royal Bunker. Elle est suivie par la formation du groupe Die Sekte, plus tard rebaptisé Alles Ist die Sekte (A.I.d.S ; avec Sido, Vokalmatador et Rhymin Simon), et de la demo tape B-Tight sein Album, distribués au label Sektenmuzik. En 2001, il signe avec Sido au label nouvellement créée Aggro Berlin, auquel il publie son EP Der Neger (in mir) le 28 octobre 2002. L'EP inclut des paroles dures et agressives, typiques pour Aggro Berlin. 
Le 8 août 2005, il publie la mixtape Heisse Ware, en commun avec Tony D. En plus de ses activités en solo, B-Tight est membre du crew de rap Alles ist die Sekte formé avec Sido. Ses textes parlent fréquemment du cannabis glorifié. B-Tight publie à la fin de 2006 l'EP X-Tasy, anticipant son album à venir Neger Neger qui sera publié le 27 avril 2007 et atteindra le top 10 des classements. En octobre 2007, B-Tight annonce être père une seconde fois. Le 8 août 2008, il annonce son mariage officielle.
En 2011, il participe avec Sido au film Blutzbrüdaz, diffusé dans 257 salles de cinéma et terminé à la sixième position des Kinocharts allemands.
Le 9 janvier 2015, il publie son album solo Retro, qui atteint la huitième place des classements musicaux allemands.

## Discographie

### Albums studio
- 2007 : Neger Neger
- 2008 : Goldständer
- 2012 : Drinne
- 2015 : Retro
- 2016 : Born 2 B-Tight

### EPs
- 2002 : Der Neger (in mir)
- 2006 : X-Tasy

### Mixtapes
- 2002 : Der Neger (in mir)
- 2005 : Heisse Ware

### Featurings
- 2005 : Du Opfa (avec Fler) (contre Eko Fresh)
- 2007 : In den Mund (contre D-Irie)

### Singles
- 2002 : Märkisches Viertel (Juice-Exclusive! sur Juice-CD #22)
- 2005 : Du Opfa (featuring Fler)
- 2006 : Mehr Geld, mehr Probleme (featuring Fler und Sido) (Juice-Exclusive! sur Juice-CD #71)
- 2007 : In den Mund (gegen D-Irie)
- 2007 : Keiner kann was machen (featuring Fler, Sido & Tony D)
- 2007 : So sein wie B (Freetrack)
- 2007 : Neger Neger (Juice-Exclusive! sur Juice-CD #74)
- 2008 : Noch einmal (Juice-Exclusive! sur Juice-CD #90)
- 2009 : Teufelskreis (featuring Metrickz) (chanson libre)
- 2010 : I love Fame (featuring Metrickz) (chanson libre)
- 2010 : Lass es raus (chanson libre)
- 2010 : Mary Jane (featuring Harris) (chanson libre)
- 2010 : Aufm Trip (featuring Sudden, Pimpulsiv, DNP, Johnzen & Meister Elch) (Freetrack)
- 2010 : Silvesternacht (chanson libre)
- 2011 : Gruppentanz (chanson libre)

## Clips
- 2004 : West-Berlin (avec Sido)
- 2004 : Der Neger
- 2004 : Aggro Gold/Neue Deutsche Welle 2004/Aggro Teil 4 (avec Sido & Fler)
- 2005 : Twoh (avec Tony D)
- 2005 : Aggroberlinzeit
- 2006 : X-Tasy (avec Frauenarzt)
- 2007 : Ich bins (Bobby Dick)